# Chronique de Peterborough

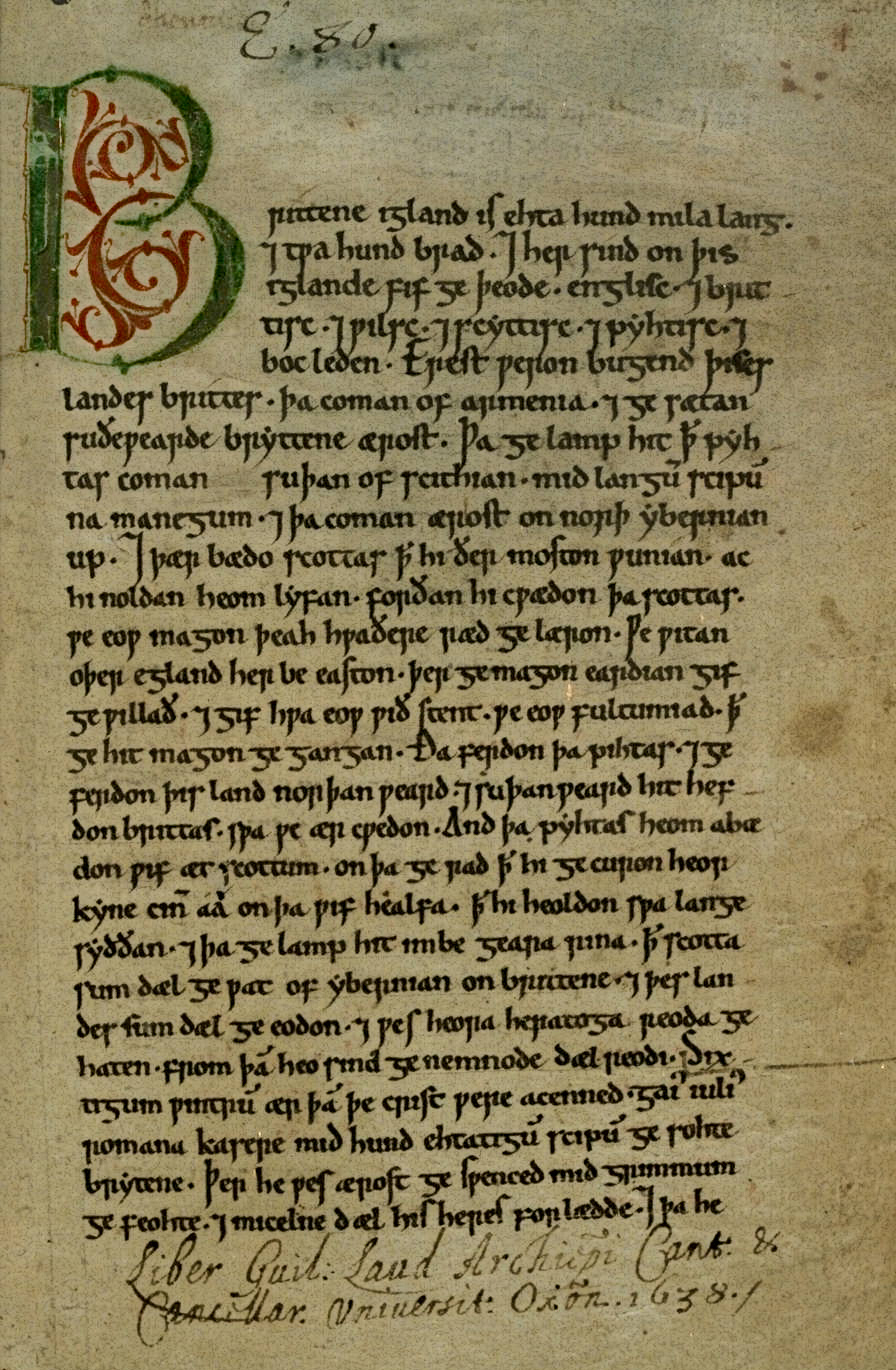
Première page de la Chronique de Peterborough.

La Chronique de Peterborough (ou Manuscrit Laud) est l'une des versions de la Chronique anglo-saxonne. Elle contient des éléments uniques concernant l'histoire de l'Angleterre après la conquête normande. D'après le philologue J.A.W. Bennett, il s'agit de la seule histoire en prose de langue anglaise entre 1066 et la fin du XIVe siècle.
Les Chroniques anglo-saxonnes furent composées et mises à jour dans les différents monastères de l'Angleterre anglo-saxonne. Elles formaient une tentative de relater l'histoire de Bretagne depuis le début de l'ère chrétienne. Elles commençaient typiquement avec la naissance du Christ, reprenaient l'histoire de la Bible et de la Rome antique, puis se poursuivaient jusqu'au présent. Chaque maison religieuse anglaise d'importance conservait son propre exemplaire de la Chronique, et ceux-ci n'étaient jamais comparés entre eux, et n'étaient uniformes en aucune façon. Cependant, lorsque la Chronique d'un monastère était endommagée, ou lorsqu'un nouveau monastère en commençait une, les monastères proches prêtaient leur exemplaire pour qu'il soit recopié. Ainsi, la nouvelle Chronique était identique à celle prêtée, jusqu'au moment du prêt, après quoi les deux devenaient distinctes. C'est ce qui se passa avec la Chronique de Peterborough : un incendie força l'abbaye à reprendre les Chroniques d'autres monastères jusqu'en 1120.
Lorsque Guillaume le Conquérant s'empara de l'Angleterre et que l'anglo-normand devint la langue officielle, la mise à jour des Chroniques anglo-saxonnes cessa, en règle générale. Cependant, les moines de l'abbaye de Peterborough continuèrent à ajouter de nouveaux éléments à la leur. Si la Chronique de Peterborough n'est pas une histoire professionnelle, obligeant donc à se référer aux histoires latines (comme la Gesta Regum Anglorum de William de Malmesbury), c'est l'un des rares comptes rendus de première main pour la période 1070–1154 en Angleterre, écrit en anglais et d'un point de vue extérieur à la cour.
Elle forme aussi une source précieuse d'informations sur les origines du moyen anglais. Par exemple, la première continuation est écrite en vieil anglais tardif, mais la seconde continuation commence à présenter des formes mixtes, jusqu'à sa conclusion, qui passe à une forme primitive mais distincte de moyen anglais. Les nouveautés linguistiques présentes dans la seconde continuation sont nombreuses, et on y trouve au moins une véritable innovation : le pronom féminin « she » apparaît pour la première fois dans la Chronique de Peterborough, sous la forme scæ (Bennett).

## L'incendie et les continuations
La Chronique de Peterborough est aujourd'hui reconnue comme l'une des quatre versions distinctes de la Chronique anglo-saxonne, avec la Chronique de Winchester, la Chronique d'Abingdon et la Chronique de Worcester, mais elle n'est pas totalement distincte (Bennett, "Early"). Un incendie à Peterborough ravagea la bibliothèque du monastère, et la première partie de la Chronique anglo-saxonne de Peterborough est donc une copie de la Chronique de Winchester (Ramsay). Pour le XIe siècle, la Chronique de Peterborough diverge de celle de Winchester, et on a présumé qu'une proto-« Chronique kentique », pleine d'intérêts nationalistes et régionalistes, fut employée pour ces années ; mais cette source reste spéculative (Cambridge). Les copistes de Peterborough employèrent sans doute de multiples sources pour les années manquantes, mais la dissolution des monastères rend tout cela incertain. Quoi qu'il en soit, les entrées du XIIe siècle jusqu'à 1122 sont un mélange des textes d'autres chroniques, la moitié des entrées correspondant à telle source et l'autre moitié à telle autre, allant d'une source à une autre, puis revenant à la première. Ces allées et venues font renaître l'hypothèse d'une chronique perdue ayant servi de source unique et commune.
C'est à partir de 1122 que le manuscrit de Peterborough devient unique. Le document qu'on appelle Chronique de Peterborough est donc divisé entre la « première continuation » et la « seconde continuation » à partir du moment de l'incendie et de la copie. Les deux continuations sont sui generis, tant par les informations qu'elles rapportent que par le style et le langage qu'elles emploient. La première continuation couvre les années 1122–1131, et la seconde, les années 1132–1154 et le règne du roi Étienne.

### Première continuation (1122–1131)
Si la seconde continuation est la plus importante, la première inclut des témoignages uniques sur les événements de la région de Peterborough, et fournit un aperçu de la vie des petites gens. La première continuation relate la Conquête, l'incursion de Sven de Danemark, et les rumeurs d'autres troubles autour du trône. Cependant, il ne présente aucune preuve d'opposition ou de rébellion saxonne contre Guillaume et ses fils. Un témoignage discutable décrit le propre incendie de l'abbaye de Peterborough, dû à l'ivresse des moines. Elle traite également de scandales ecclésiastiques, comme le recours à des mercenaires par l'abbé de Glastonbury pour contrôler sa maison religieuse. Par ailleurs, la langue commence à changer significativement, avec des mélanges de vocabulaire et de syntaxe (simplification des pronoms et des verbes forts, diminution des déclinaisons) vieil anglais et moyen anglais.
L'auteur de la première continuation et celui de la seconde ont tous deux de la sympathie pour l'homme du commun. Comme le suggère Bennett, Peterborough est l'unique source contemporaine où apparaît la compassion des laïcs. La première continuation est également outrée par la pendaison de quarante-quatre voleurs en 1122, dont certains étaient innocents, que par l'incendie du monastère de Gloucester. L'auteur suggère que les impôts étaient trop élevés, forçant les villageois appauvris à choisir entre voler ou mourir de faim. Les nobles étaient donc doublement coupables, en exécutant innocents comme coupables avec une cruauté excessive, et en pratiquant le péché d'avarice. Lorsque le roi Henri Ier nomma son parent abbé de Peterborough (il était déjà abbé de Saint-Jean-d'Angély), le chroniqueur proteste sur une certaine longueur de l'illégalité et de l'impiété de cette nomination. Il mentionne également que la Wild Hunt fut visible à la même période, présage de mauvais augure. Lorsque l'abbé Henri mourut, le moine déclara que c'était là châtiment divin, car il avait tenté de rattacher Peterborough à l'ordre de Cluny et de faire de son propre neveu le prochain abbé, « oc Crist it ne uuolde » (« mais le Christ ne le permit point »).

### Seconde continuation (1132–1154)
La seconde continuation est notable en ce qu'elle est d'une seule voix, et relate la guerre civile anglaise. On présume qu'elle a été dictée (car la langue reflète une forme du haut moyen anglais que l'on place après l'époque d'Étienne et Mathilde), ou écrite comme souvenirs d'un seul vieux moine. C'est un récit très fort évoquant la torture, la peur, la confusion et la famine.
Henri Ier mourut en 1135, et Étienne comme Mathilde avaient des droits sur le trône. L'auteur décrit la révolte des barons contre Étienne, l'évasion de Mathilde, et les méfaits commis par les soldats des barons sur le peuple. L'auteur blâme Étienne, « doux et bon » quand la période nécessitait de la fermeté et de la rudesse. Lorsqu'il captura les barons révoltés, il les laissa partir en échange d'un serment d'allégeance. D'après l'auteur,
« Þa the suikes undergæton ðat he milde man was and softe and god, and na iustise ne dide, þa diden hi alle wunder » (1137)
(« Lorsque ces hommes comprirent qu'il [Étienne] était un homme courtois, et doux et bon, et ne rendait point justice, alors ils furent stupéfaits. ») [Cecily Clarke Ed, Oxford 1958]
Les barons tentèrent alors d'amasser de l'argent aussi vite que possible : ils avaient besoin d'argent et de bras pour bâtir des châteaux (que l'auteur considère comme nouveaux et rares), et volèrent donc quiconque ils rencontraient :
« æuric rice man his castles makede and agænes him heolden; and fylden þe land ful of castles. Hi suencten suyðe þe uurecce men of þe land mid castelweorces; þa þe castles uuaren maked, þa fylden hi mid deoules and yuele men. Þa namen hi þa men þe hi wendan ðat ani god hefden, bathe be nihtes and be dæies, carlmen and wimmen, and diden heom in prisun and pined heom efter gold and syluer untellendlice pining; for ne uuaeren naeure nan martyrs swa pined alse hi waeron. »
(« Chaque chef bâtit des châteaux et les tint contre le roi ; et ils emplirent le pays de châteaux. Ils oppressèrent vicieusement les pauvres hommes du pays avec la construction des châteaux ; quand les châteaux furent bâtis, alors ils emplirent le pays de démons et d'hommes mauvais. Alors ils s'emparèrent de ceux qui avaient le moindre bien, de nuit comme de jour, hommes comme femmes, et les jetèrent en prison et les torturèrent pour de l'or et de l'argent par des tortures innombrables, car jamais n'y eut-il de martyr aussi torturé que ces hommes le furent. »)
L'auteur sympathise avec les fermiers et artisans et évoque la dévastation du pays. Il est outré par les récits de torture qu'il rapporte et se lamente :
« Me henged up bi the fet and smoked heom mid ful smoke. Me henged bi the þumbes other bi the hefed and hengen bryniges on her fet. Me dide cnotted strenges abuton here hæued and uurythen it ðat it gæde to þe haernes… I ne can ne I ne mai tellen alle þe wunder ne all þe pines ðat he diden wrecce men on þis land. »
(« Ils en pendirent un par les pieds et emplirent ses poumons de fumée. Ils en pendirent un par les pouces et un autre par la tête et il eut des cottes de mailles pendues à ses pieds. Ils placèrent une corde à nœuds autour de la tête d'un et la serrèrent si bien qu'elle s'enfonça dans le cerveau... Je ne peux rappeler toutes les atrocités ni toutes les tortures qu'ils commirent sur les malheureux hommes de ce pays. »)
Mort et famine s'ensuivirent, les fermes ayant été pillées et les fermiers assassinés. Si deux ou trois cavaliers entraient dans un village, déclare le moine, tous fuyaient, de peur qu'il s'agisse de voleur. Le commerce décrut donc sérieusement, et les voyageurs transportant de l'argent étaient volés ou tués sur leur chemin. Les barons déclaraient qu'il n'y avait pas de Dieu. Le chroniqueur rapporte que le peuple déclara ouvertement que le Christ dormait, ainsi que les saints ; il affirme que « nous souffrîmes 19 hivers pour nos péchés ».
Après le récit de l'Anarchie, le chroniqueur poursuit avec les événements ecclésiastiques. Il parle de l'abbé Martin, remplaçant de l'illégitime Henri, comme d'un bon abbé. Il remplaça le toit du monastère et installa les moines dans un nouveau bâtiment. D'après l'auteur, il reprit également certaines terres monastiques que des nobles avaient jusqu'alors tenues « par la force ». La Chronique s'achève sur l'arrivée d'un nouvel abbé à la mort de Martin, un certain William, qui mit sans doute fin à l'écriture de la Chronique.

## Auteur unique
Les deux continuations de Peterborough sympathisent avec les pauvres, ce qui les rend presque uniques dans l'histoire latine ou anglaise. Elles sont également plus centrées sur la vie hors de l'abbaye que d'autres Chroniques. La Chronique générale est quelque peu isolée. Si la plupart des versions notent les événements nationaux, comme les progrès des rois ou les changements de règne, les informations concernant les terres aux alentours du monastère sont limitées. Présages et augures sont couverts, mais les chroniqueurs débattent rarement des alliances politiques (comme le fait l'auteur de la seconde continuation en dénonçant les évêques alliés à Mathilde) ou la légalité de la souveraineté monastique (comme le fait l'auteur de la première avec l'affaire de l'abbé Henri). Les moines qui compilèrent la continuation à Peterborough étaient soit en train de prendre délibérément une nouvelle orientation (peut-être sous la direction de l'abbé Martin), soit en train de poursuivre un type de chronique qui était propre à leur monastère (et qui fut perdu lors de l'incendie). Il semble peu probable que Peterborough ait été un monastère laxiste ou séculaire, étant donné que la description de l'ivresse à l'origine de l'incendie n'aurait pas rendu l'abbaye singulière à l'époque.
Les continuations sont également uniques dans leurs changements linguistiques. En copiant la version de Winchester, l'orthographe et la syntaxe du vieil anglais tardif sont préservées, mais en arrivant aux événements originaux, la langue passe subitement à une forme plus neuve. Étant donné que l'emprunt dut avoir lieu juste avant les continuations, le changement linguistique reflète soit une tentative massive de la part des auteurs subséquents pour être plus vernaculaires, soit des modifications rapides dans la langue elle-même sous l'influence normande. La chronique étant en prose, l'aspect artificiel des vers n'entache pas la préservation des archaïsmes linguistiques, et les historiens de la langue anglaise peuvent déceler dans ces pages les débuts du moyen anglais.

## Histoire du manuscrit
Le manuscrit de la Chronique se trouve actuellement à la bibliothèque Bodléienne à Oxford. Il fut donné à la bibliothèque par William Laud, alors chancelier de l'université d'Oxford et archevêque de Cantorbéry, le 28 juin 1639. Le manuscrit appartient à un ensemble d'autres documents qui font partie de la troisième donation qu'il fit à la bibliothèque dans les années précédant la guerre civile. Dans le catalogue de la bibliothèque, il est identifié comme Laud Misc. 636.